# Weinmannia stenostachya
Weinmannia stenostachya är en tvåhjärtbladig växtart som beskrevs av John Gilbert Baker. Weinmannia stenostachya ingår i släktet Weinmannia och familjen Cunoniaceae. Inga underarter finns listade i Catalogue of Life.